# Anwar Tawfik
Anwar Tawfik (ar. انور توفيق, ur. 31 lipca 1914, zm. ?) – egipski szermierz, brązowy medalista mistrzostw świata.
Podczas mistrzostw świata w Kairze w 1949 roku Egipcjanie w składzie: Osman Abdel Hafeez, Anwar Tawfik, Salah Dessouki, Hassan Tawfik, Mahmoud Younes i Mohamed Zulficar zajęli trzecie miejsce we florecie drużynowym. Był to jego jedyny medal wywalczony w zawodach tego cyklu.
Wystąpił na igrzyskach olimpijskich w Berlinie w 1936 roku, gdzie odpadł w pierwszej rundzie floretu indywidualnego i drużynowego. Wystartował tam także w szpadzie drużynowej, w której Egipcjanie odpadli w ćwierćfinałach.
Jego brat, Hassan Tawfik, także był szermierzem.